# The Face (chương trình truyền hình)
The Face là một cuộc thi truyền hình thực tế với giao diện người mẫu, cho phép các huấn luyện viên cạnh tranh với nhau để tìm ra the face (gương mặt đại diện) cho các thương hiệu lớn. Sêri đầu được công chiếu trực tuyến (online) vào ngày 1 tháng 2 năm 2013 và chính thức ra mắt trên truyền hình vào ngày 12 tháng 2 năm 2013, trên kênh Oxygen. Format bởi Shine America và phân phối quốc tế bởi Shine Intl. Sêri hiện đang là một mô hình nhượng quyền thương hiệu quốc tế, với những phiên bản chuyển thể trên khắp thế giới. Naomi Campbell là huấn luyện viên siêu mẫu và cũng là nhà sản xuất điều hành, chọn lựa huấn luyện viên cho các bản chuyển thể của Mỹ, Anh, Úc.

## The Facetrên toàn thế giới
Hiện đang sản xuất
     Hiện dừng sản xuất
| Quốc gia | Quốc gia | Tên chương trình      | Kênh                                                       | Quán quân | Dẫn chương trình                                                     | Huấn luyện viên |
| -------- | -------- | --------------------- | ---------------------------------------------------------- | --- | -------------------------------------------------------------------- | --- |
|          | Anh Quốc | The Face              | Sky Living                                                 | Mùa 1, 2013: Emma Holmes | —                                                                    | Caroline Winberg (1) Erin O'Connor (1) Naomi Campbell (1) |
|          | Hà Lan   | The Face of Holland   | RTL 5                                                      | Mùa 1, 2012: Chelsey Weimar | Sylvie van der Vaart (1)                                             | Frederique van der Wal (1) Mark Cox (1) Olcay Gulsen (1) Philip Riches (1) |
|          | Hoa Kỳ   | The Face              | Oxygen                                                     | Mùa 1, 2013: Devyn Abdullah Mùa 2, 2014: Tiana Zarlin | Nigel Barker (1–2)                                                   | Naomi Campbell (1–2) Coco Rocha (1) Karolina Kurkova (1) Anne V (2) Lydia Hearst (2) |
|          | Thái Lan | The Face Thailand     | Channel 3 (1–6) LINE TV (4–5)                              | Mùa 1, 2014–2015: Sabina Meisinger Mùa 2, 2015–2016: Ticha Chumma Mùa 3, 2017: Grace Boonchompaisarn Mùa 4, 2018: Gina Virahya Mùa 5, 2019: Candy Tansiri Mùa 6, 2025: TBA | Utt Asda (1) Khun Chanon (2–4) Antoine Pinto (5) Ston Tantraporn (6) | Lukkade Metinee (1–4) Ying Ratha (1) Ploy Chermarn (1,4) Bee Namthip (2–4) Cris Horwang (2–4) Marsha Vadhanapanich (3) Sonia Couling (4) Sririta Jensen (4) Maria Poonlertlarp (5–6) Toni Rakkaen (5) Gina Virahya (5) Bank Anusith (5) Anntonia Porsild (6) Pancake Khemanit (6) |
|          | Thái Lan | The Face Men Thailand | Channel 3 (1) PPTV HD 36 (2) Thairath TV (3) LINE TV (2–3) | Mùa 1, 2017: Philip Thinroj Mùa 2, 2018: Luis Meza Mùa 3, 2019: Boss Darayon                                                                                               | Sabina Meisinger (1) Antoine Pinto (2–3)                             | Lukkade Metinee (1) Peach Pachara (1) Moo Asava (1–2) Sonia Couling (2) Toni Rakkaen (2) Akhamsiri Suwanasuk (3) Jirayu La-ongmanee (3) Araya Indra (3) Sabina Meisinger (3) |
|          | Việt Nam | The Face Vietnam      | VTV3 (1–2) HanoiTV1 (3) VTV9 (3–4)                         | Mùa 1, 2016: Phí Phương Anh Mùa 2, 2017: Nguyễn Bạch Tú Hảo Mùa 3, 2018: Mạc Trung Kiên Mùa 4, 2023: Huỳnh Thị Tú Anh                                                      | Vĩnh Thụy (1) Hữu Vi (2) Nam Trung (3–4)                             | Lan Khuê (1–2) Hồ Ngọc Hà (1) Phạm Hương (1) Hoàng Thùy (2) Minh Tú (2) Võ Hoàng Yến (3) Minh Hằng (3) Thanh Hằng (3) Vũ Thu Phương (4) Anh Thư (4) Kỳ Duyên (4) Minh Triệu (4)                                                                                                   |
|          | Úc       | The Face Australia    | Fox8                                                       | Mùa 1, 2014: Olivia Donaldson | Georges Antoni (1)                                                   | Cheyenne Tozzi (1) Naomi Campbell (1) Nicole Trunfio (1) |

## Người chiến thắng theo thời gian
| Ngày       | Quán quân                        | Tuổi | Huấn luyện viên                | Chương trình/Mùa            |
| ---------- | -------------------------------- | ---- | ------------------------------ | --------------------------- |
| 13/08/2023 | Huỳnh Thị Tú Anh                 | 21   | Anh Thư                        | The Face Vietnam Mùa 4      |
| 07/12/2019 | Twatchanin "Boss" Darayon        | 23   | Jirayu La-ongmanee             | The Face Men Thailand Mùa 3 |
| 01/06/2019 | Candy Tansiri                    | 23   | Maria Poonlertlarp             | The Face Thailand Mùa 5     |
| 16/12/2018 | Mạc Trung Kiên                   | 21   | Thanh Hằng                     | The Face Vietnam Mùa 3      |
| 30/10/2017 | Virahya "Gina" Pattarachokchai   | 25   | Lukkade Metinee & Cris Horwang | The Face Men Thailand Mùa 4 |
| 27/08/2017 | Nguyễn Bạch Tú Hảo               | 22   | Lan Khuê                       | The Face Vietnam Mùa 2      |
| 29/04/2017 | Natthaya "Grace" Boonchompaisarn | 22   | Cris Horwang                   | The Face Thailand Mùa 3     |
| 03/09/2016 | Phí Phương Anh                   | 19   | Hồ Ngọc Hà                     | The Face Vietnam Mùa 1      |
| 09/01/2016 | Kanticha "Ticha" Chumma          | 21   | Bee Namthip                    | The Face Thailand Mùa 2     |
| 10/01/2015 | Ajirapha "Sabina" Meisinger      | 20   | Lukkade Metinee                | The Face Thailand Mùa 1     |
| 07/05/2014 | Tiana Zarlin                     | 20   | Anne V                         | The Face Mùa 2              |
| 06/05/2014 | Olivia Donaldson                 | 19   | Cheyenne Tozzi                 | The Face Australia Mùa 1    |
| 18/11/2013 | Emma Holmes                      | 17   | Naomi Campbell                 | The Face UK Mùa 1           |
| 26/03/2013 | Devyn Abdullah                   | 21   | Karolina Kurkova               | The Face Mùa 1              |